# Mitar Trifunović
Mitar Trifunović "Učo" (Brvnik kod Šamca 1880. – logor Jasenovac, studeni 1941.), narodni heroj
Bio je poznati partizanski borac iz Šamca. Rođen je u obližnjem selu Brvniku 1880., a ubijen u logoru Jasenovac u studenom 1941. godine. Bio je sudionik proboja Solunskog fronta 1918. godine kao dobrovoljac. 
Prije Prvog svjetskog rata bio je socijaldemokrat, a od Vukovarskog kongresa KPJ komunist. Na tom kongresu biran je u Centralno partijsko vijeće, a kao kandidat KPJ-a na izborima za Ustavotvornu skupštinu Kraljevine SHS izabran je za zastupnik. Godine 1953. proglašen je za narodnog heroja Jugoslavije.